# Uwe Alzen
Uwe Alzen (ur. 18 sierpnia 1967 roku w Kirchen) – niemiecki kierowca wyścigowy.

## Kariera
Alzen rozpoczął karierę w międzynarodowych wyścigach samochodowych w 1990 roku od startów w Niemieckim Pucharze Porsche Carrera. Z dorobkiem dwóch punktów został sklasyfikowany na dwudziestej pozycji w klasyfikacji generalnej. Dwa lata później zdobył pierwszy tytuł w tej serii. W późniejszych latach Niemiec pojawiał się także w stawce 24 Hours of Spa-Francorchamps, Porsche Supercup, Deutsche Tourenwagen Masters, ADAC GT Cup, International Touring Car Championship, Global GT Championship, FIA GT Championship, German Supertouring Championship, United States Road Racing Championship, 24-godzinnego wyścigu Le Mans, Grand American Sports Car Serie, 24h Nürburgring, Bathurst 24 Hour Race, Le Mans Endurance Series, Grand American Rolex Series, 24H Series Toyo Tires, American Le Mans Series, Speedcar Series, Lamborghini Blancpain Super Trofeo, VLN Endurance, FIA GTN European Cup, Volkswagen Scirocco R-Cup, Le Mans Series, Światowego Pucharu Porsche Carrera oraz Blancpain Endurance Series.

## Wyniki w 24h Le Mans
| Rok  | Zespół         | Partnerzy                       | Samochód           | Klasa | Okr. | Poz. | Klasa Pos. |
| ---- | -------------- | ------------------------------- | ------------------ | ----- | ---- | ---- | ---------- |
| 1998 | Porsche AG     | Jörg Müller Bob Wollek          | Porsche 911 GT1-98 | GT1   | 350  | 2    | 2          |
| 1999 | Manthey Racing | Patrick Huisman Luca Riccitelli | Porsche 911 GT3-R  | GT    | 317  | 13   | 1          |
| 2010 | BMW Motorsport | Jörg Müller Augusto Farfus      | BMW M3 GT2         | GT2   | 320  | 19   | 6          |